# Calamanthus pyrrhopygius
El sedosito culirrojo (Calamanthus pyrrhopygius) es una especie de ave paseriforme de la familia Acanthizidae endémica de Australia.

## Descripción
El sedosito culirrojo es un pájaro pequeño, que mide unos 14 cm de largo. Sus partes superiores son de tonos pardos oliváceos, salvo el obispillo y la parte superior de la cola que son de color castaño rojizo, mientras que la parte final de la cola es de color gris. Sus partes inferiores son blancas, con un denso vetado pardo en el pecho, costados y garganta. Presentan listas superciliares blancas y ojos amarillos. Su pico y patas son grises. Ambos sexos tienen aspecto similar.

## Distribución y hábitat
Se extiende por el suroeste de Australia. Vive en una gran variedad de hábitats arbustivos y forestales subtropicales y temblados.

## Estado de conservación
El sedosito culirrojo se clasifica como especie bajo preocupación menor por la UICN. Sin embargo, localmente está clasificada en peligro en Australia Meridional, y vulnerable en Victoria, por la continua fragmentación y pérdida de hábitat, y la depredación a que le somenten los depredadores introducidos.